# Saint-Nicolas-des-Motets
Saint-Nicolas-des-Motets là một xã của tỉnh Indre-et-Loire, thuộc vùng Centre-Val de Loire, miền trung nước Pháp.